# Берешти (Валча)
Берешти (рум. Berești) насеље је у Румунији у округу Валча у општини Лапушата. Oпштина се налази на надморској висини од 348 m.

## Становништво
Према подацима из 2002. године у насељу је живело 411 становника, од којих су сви румунске националности.